# Institut für Grenzgebiete der Psychologie und Psychohygiene
 (mars 2011).
Si vous disposez d'ouvrages ou d'articles de référence ou si vous connaissez des sites web de qualité traitant du thème abordé ici, merci de compléter l'article en donnant les références utiles à sa vérifiabilité et en les liant à la section « Notes et références ».

L'IGPP (Institut für Grenzgebiete der Psychologie und Psychohygiene, en anglais Institute for Frontier Areas of Psychology) est un institut qui mène des études en parapsychologie et aux frontières de la psychologie. Fondé en 1950 par Hans Bender à Fribourg. L'institut est financé par des fonds privés, son directeur actuel est Stefan Schmidt.

## Présentation
L'IGPP se consacre à des « recherches systématiques et interdisciplinaires sur les phénomènes mal compris et les anomalies aux frontières des connaissances scientifiques actuelles ». Il s'agit notamment des modes d'expérience et des états de conscience modifiés, des relations matière-esprit, et de leurs contextes sociaux, culturels et historiques, des points de vue des sciences humaines, sociales et naturelles.

## Services
L'Institut offre de l'information, de l'éducation et des services-conseil aux personnes ayant des expériences exceptionnelles, une bibliothèque spécialisée et des archives de recherche sur les frontières de la psychologie et la parapsychologie.
- « Etudes empiriques culturelles et sociales » : dirigé par M. Schetsche.
- « Information et conseil pour personnes vivant des expériences exceptionnelles » : dirigé par E. Bauer.

## Publications
Son organe officiel est le Zeitschrift für Parapsychologie und Grenzgebiete der Psychologie. L'IGPP édite aussi la revue Mind and Matter.